# 袁懋振
袁懋振（1946年—），汉族，中华人民共和国政治人物、第十一届全国政协委员。
加入中国共产党，担任中国南方电网有限责任公司董事长、党组书记。2008年，当选第十一届全国政协委员，代表经济界，分入第三十六组。